# 남인천고등학교
남인천고등학교(南仁川高等學校 NamIncheon High School)는 인천광역시 미추홀구 매소홀로 418번길 14-57(학익1동 686-8)에 위치한 학력 인정 평생 교육 시설 학교이다. 1984년 설립자 윤국진교장에 의해서 남인천 새마을 여자실업학교로 개교해서, 1990년 남인천 여자상업고등학교로 변경되었고, 2000년 남인천고등학교로 교명이 변경되면서 청소년 남녀공학으로 개편되었고, 성인 반 과정이 추가되었고, 성인 반 전용 부속 남인천중학교도 같이 설립되었다. 남인천고등학교는 성인 반과 청소년 반으로 교과 과정이 나누어져 있다. 청소년 반은 1년 2학기제 일반고등학교과정과 동일하며, 성인 반은 학업의 기회를 놓친 성인을 위해 1년 3학기제(3월~6월: 1학년 1학기, 7월~10월: 1학년 2학기, 11월~2월: 2학년 1학기.......)로 운영되며 2년 만에 6학기를 마치면 교육부 정규졸업장을 받을 수가 있다. 중학교 과정부터 시작해서, 고등학교 과정까지 졸업한다면 총 4년이 걸리는 셈이다. 성인반 야간과정(중.고과정)도 있기 때문에 직장인의 경우 주경야독으로 학업을 진행할 수도 있다. 많은 사람들이 청소년 학생과 성인 학생이 같이 수업 하는 것으로 오해하기 쉬운데 수업, 시험, 성적 산출은 별도로 이루어진다. 2019학년부터 청소년 반 모집을 더 이상하지 않게 됨으로써 기존 재학생이 졸업하는 2021년 2월 이후에는 인천 지역의 유일한 학교 형태의 성인전용교육기관으로 남게 됐다고 한다.

## 학과
- 스마트콘텐츠과(성인반)